# 1992 JB
1992 JB är en asteroid i huvudbältet som upptäcktes den 1 maj 1992 av de båda amerikanska astronomerna Jeff T. Alu och Kenneth Lawrence vid Palomar-observatoriet.
Den tillhör asteroidgruppen Apollo.